# Ieromonaco

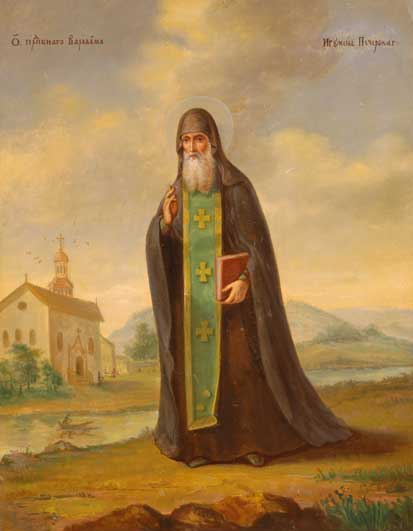
Barlaam di Pečers'k raffigurato indossante sia l'abito religioso sia la stola presbiterale

Nelle Chiese cristiane ortodosse e nel Cattolicesimo orientale uno ieromonaco, letteralmente monaco sacro, è un religioso che ha in sé sia i titoli ecclesiastici di monaco sia quelli di prete. La parola proviene dal greco: ἱερομόναχος - hieromonachos; dai sostantivi: ἱερεύς (hiereus = sacerdote) e μοναχός (monachos = monaco).
Uno ieromonaco può essere sia un monaco che sia stato ordinato sacerdote sia un prete che sia stato tonsurato a monaco.
Similarmente, uno ierodiacono è una persona che è sia monaco sia diacono.
Nelle gerarchie della Chiesa ortodossa il titolo di ieromonaco ha una dignità ecclesiastica superiore rispetto a quello di ierodiacono, così come nel clero diocesano avviene tra sacerdote e diacono.
La forma più appropriata con cui rivolgersi a queste cariche è rispettivamente "Reverendo Ieromonaco" e "Reverendo Ierodiacono".